# Возрождение (Легенда о Корре)
«Возрождение» (англ. Rebirth) — второй эпизод третьего сезона американского мультсериала «Легенда о Корре».

## Сюжет
Команда Аватара и Тензин отправляются на поиски новых магов воздуха на дирижабле. Корра прощается с Мако и уговаривает его полететь с ними, но он отказывает. Однако чуть позже это удаётся сделать Болину. Они держат курс в Ба-Синг-Се, а Захир тем временем освобождает своего товарища, мага огня Газана, из деревянной клетки на плавучей тюрьме. Путешествуя по миру до конечной цели, команда встречает многих магов воздуха, но ни один из них не желает начинать жизнь монаха и пребывать в храмах, несмотря ни на какие уговоры. Захир и Газан освобождают безрукую сообщницу Минь-Хуа из огненной тюрьмы, которая заменяет свои руки магией воды. Далее они собираются освободить возлюбленную Захира. Команда Аватара решает устроить представление о магии воздуха, чтобы заманить к себе людей. Гражданам нравится их выступление, но в итоге все расходятся, и к ним подходит только мальчик Кай, ставший магом воздуха. Он рассказывает, что является сиротой. Его родителей убили грабители, от которых они защищали сына. Когда команда собирается улетать, приходят полицейские, которых Кай называет теми грабителями, но они называют вором его. Мако предотвратил его попытку убежать с мешком драгоценностей и сдал его шерифу. Корра всё же решает взять его на поруки, и мальчик благодарит её. Мако говорит ему, что будет приглядывать за ним, и Кай отвечает, что начинает новую жизнь. Он сразу нравится Джиноре. Вечером член Белого лотоса сообщает Лорду Огня Зуко о побеге преступницы, и правитель приказывает сообщить северному племени Воды, что бандиты пойдут к ним, и сам направляется ловить их.

## Отзывы

Динамика оценок IGN к эпизодам 3 сезона мультсериала

Макс Николсон из IGN поставил эпизоду оценку 8,8 из 10 и подметил «умный намёк на прошлое Мако как уличного хулигана», когда тот сказал Каю, что будет присматривать за ним, добавив, что сам был таким. Эмили Гендельсбергер из The A.V. Club дала серии оценку «A» и похвалила актёрскую работу Джона Хидера и Марии Бэмфорд, которые озвучили 22-летнего бездельника Риу и его мать соответственно. Майкл Маммано из Den of Geek вручил эпизоду 4 звезды из 5. Он похвалил Брюса Дэвисона за озвучку Зуко. Главный редактор The Filtered Lens, Мэтт Доэрти, поставил серии оценку «A-» и написал: «„Возрождение“ подтвердило, что превосходная премьера Книги Третьей не была случайностью». Мэтт Пэтчес из ScreenCrush порадовался возвращению Зуко.
Эпизоды «Глоток свежего воздуха», «Возрождение» и «Царица Земли», вышедшие в один день, собрали 1,50 миллиона зрителей у телеэкранов США.